# Centre d'Esports Arenys de Munt
El Centre d'Esports Arenys de Munt (CE Arenys de Munt) és un club d'hoquei patins amb seu a Arenys de Munt.

## Història
La història del club es remunta a l'any 1959 quan es construí la pista poliesportiva a la vila. Els primers partits oficials de l'entitat van ser entre els anys 1961-62 sota la presidència de Julio Calderero. A partir de l'any 1967, amb l'arribada a la presidència d'Antoni Soler, l'equip masculí entra a jugar a la màxima categoria i va situant-se entre els millors equips. El moment culminant va ser la temporada 1976/77 en la que es va aconseguir el subcampionat a la Recopa d'Europa davant l'AD Oeiras. A partir dels anys 80 perd la categoria, recuperant-la alguna vegada més fins a situar-se a la Primera divisió nacional catalana.
La temporada 2017-2018 debuta a la Ok Lliga.
La secció femenina és la que més èxits ha aconseguit amb el subcampionat a la Copa d'Europa, a més de diversos campionats de Catalunya (1998-99 i 2001-02) i estatals (1998-99 i 2003-04). Algunes de les seves jugadores han competit a nivell de seleccions, assolint uns magnífics resultats, tant amb la selecció estatal com amb la selecció catalana.

## Jugadors destacats
- Joan Edo i Prujà[3]
- Francesc Xavier Ibarz i Alegria[3]
- Maria Majo i Merino

## Palmarès
Equip femení
- 2 Campionats d'Espanya (1998-99, 2003-04)
- 2 Campionats de Catalunya (1998-99, 2001-02)
- Subcampionat de la Copa d'Europa (2006-07)

Equip masculí
- Subcampionat de la Recopa d'Europa (1976-77)